# Eupithecia breviculata
Eupithecia breviculata là một loài bướm đêm trong họ Geometridae.